# 2012 în Europa

## Evenimente

### Ianuarie
- 12 ianuarie: O serie de proteste de stradă au izbucnit în 62 de orașe românești împotriva fostului premier Emil Boc, precum și împotriva actualului președinte Traian Băsescu. Peste 60 de cetățeni au fost răniți, iar alți 250 au fost arestați în urma ciocnirilor violente dintre oamenii revoltați și Jandarmeria Română.
- 13 ianuarie: Vasul italian de croazieră Costa Concordia s-a scufundat parțial în noaptea zilei de 13 ianuarie 2012 după ciocnirea cu un recif de corali în largul coastei italiene Isola del Giglio (Toscana), necesitând evacuarea a 4,252 pasageri. 25 de cetățeni s-au înecat, iar alți 64 au fost răniți.
- 18 ianuarie: Versiunea engleză a enciclopediei online Wikipedia s-a oprit pentru 24 de ore în semn de protest împotriva SOPA și PIPA, două proiecte de lege ce prevedeau măsuri drastice împotriva site-urilor cu conținut piratat. Au fost ulterior retrase.
- 23 ianuarie: Uniunea Europeană adoptă în mod oficial un embargo împotriva Iranului, în semn de protest împotriva efortului continuu de îmbogățire a uraniului.
- 24 ianuarie: Viscoluri violente devastează centrul, sud-estul și estul Europei. Au fost sute de victime în rândul persoanelor fără adăpost. Căderile masive de zăpadă au provocat haos rutier în multe țări precum Italia sau Marea Britanie.
- 30 ianuarie: Liderii celor 27 de state membre UE s-au întâlnit la Bruxelles, la un summit special, pentru a discuta o strategie clară de combatere a crizei datoriilor. În Belgia a avut loc o grevă generală.

### Februarie
- 8 februarie: Vulcanul italian Etna a erupt în noaptea dintre 8 și 9 februarie. Erupția a urmat o perioadă de activitate intermitentă și a produs un nor de cenușă care a dus la anularea temporară a unor zboruri de la aeroportul Catania din apropiere.
- 11 februarie: Proteste împotriva ACTA, în mai mult de 200 orașe europene. Protestele au izbucnit în Polonia, răspândindu-se rapid în mai multe țări europene, cum ar fi Suedia, Germania, Franța sau România.
- 12 februarie: Circa 500.000 de protestatari s-au adunat la Atena, în fața Palatului Parlamentului să-și exprime opoziția față de măsurile de austeritate adoptate de cabinetul premierului Lucas Papademos, măsuri dezbătute în Parlamentul elen. În urma acestor proteste de stradă, 45 de clădiri au fost incendiate, 25 de protestatari și 40 ofițeri au fost răniți.
- 17 februarie: Christian Wulff a demisionat din funcția de președinte al Germaniei pe fondul unui scandal de corupție. "Germania are nevoie de un președinte care beneficiază de încrederea majorității cetățenilor", a spus Wulff, apreciind că acest lucru s-a diminuat în ultima perioadă ceea ce-i afectează "puterea de acțiune" ca președinte.
- 19 februarie
  - Iran a suspendat exporturile de petrol către Marea Britanie și Franța, ca urmare a sancțiunilor aplicate de UE și de Statele Unite în ianuarie.
  - Au avut loc o serie de explozii la un club de noapte din municipiul Sighetu Marmației, România. În urma deflagrației, un cetățean a decedat, iar alți 20 au fost grav răniți.
- 21 februarie: Miniștrii de finanțe din zona euro ajung la un acord privind un al doilea împrumut de €130 mld. ce avea să redreseze economia fragilă a Greciei.

### Martie
- 4 martie
  - Primul tur al scrutinului prezidențial din Rusia. După 4 ani, premierul Vladimir Putin este ales din nou ca președintele Rusiei, cu 58,3% din voturi.
  - Două trenuri de pasageri s-au ciocnit, în sudul Poloniei, aproape de orașul Szczekociny (Voievodatul Silezia), în urma căruia 16 oameni au decedat, iar alți 58 au fost grav răniți.
- 5 martie: Un angajat MAI a împușcat mortal două persoane și a rănit grav alte șase într-un salon de coafură din municipiul București (România). Atacatorul a fost arestat, de instanța Tribunalului București, pentru omor calificat și deosebit de grav, el fiind acuzat și de nerespectarea regimului armelor si munițiilor, dar și de premeditarea faptei.
- 13 martie: Un autocar, în care se aflau 52 de persoane, copii și însoțitorii acestora, s-a izbit de unul dintre zidurile Tunelului Sierre din sudul Elveției. 28 de persoane au murit pe loc, dintre care 22 erau elevi de 12 ani. Alți 24 de elevi au fost duși la spital cu leziuni.
- 19 martie
  - Mohamed Merah, adept al organizației islamiste al-Qaeda, a împușcat mortal trei elevi, un adolescent și un rabin la școala evreiască Ozar Hatorah din Toulouse (Franța). Președintele Nicolas Sarkozy și-a suspendat campania electorală și a anunțat alertă teroristă maximă în Toulouse. Pe data de 22 martie, autorul atacului terorist a fost ucis în urma unor schimburi de focuri între acesta și poliția franceză la apartamentul său din Toulouse.
  - O serie de incendii de vegetație au izbucnit în mai multe județe din România. În județul Mehedinți, un bărbat a murit pe câmp după ce a căzut în focul pornit chiar de el.
- 25 martie: Peste 300 de membri și simpatizanți ai Partidului Patrioții Moldovei au protestat în fața Primăriei orașului Chișinău. Protestele deveneau din ce în ce mai violente. Participanții acestui protest de amploare s-au îmbrâncit, poliția municipală încercând să calmeze spiritele încinse. Principalul motiv ale acestor proteste de stradă a fost reunirea României cu Republica Moldova.
- 31 martie: O persoană a murit și două a fost rănite în urma unei explozii produse la o uzină chimică din orașul Marl (Germania).

### Aprilie
- 2 aprilie
  - Un avion de pasageri s-a prăbușit în regiunea Tiumen din Rusia, în Siberia. Din cei 43 de pasageri aflați la bord, doar 12 au supraviețuit tragediei.
  - Președintele Ungariei, Pál Schmitt, a demisionat, pe fondul scandalului privind retragerea titlului de doctor.
- 4 aprilie: Președintele sârb Boris Tadić a demisionat pentru a permite organizarea alegerilor generale la 6 mai.
- 6 aprilie
  - Un tânăr din satul Kulcs (Ungaria) a ucis cu sabia patru persoane - tatăl, fratele și bunicii săi - și a rănit grav alți trei membri ai familiei.
  - Șase persoane au fost rănite în urma unei explozii produse la Rafinăria Petrobrazi (Ploiești, România), între victime fiind și cetățeni austrieci. Explozia nu a fost urmată de un incendiu.
- 8 aprilie: Leonid Tibilov a câștigat alegerile prezidențiale din Osetia de Sud, cu 54.12% din voturi în al doilea scrutin.
- 13 aprilie: Trei persoane au murit și alte 13 au fost rănite după ce un tren regional s-a ciocnit cu un motor de lucrări în apropierea orașului Offenbach, Germania.
- 16 aprilie: Procesul lui Anders Behring Breivik, autorul atacurilor din Norvegia (2011), a început pe data de 16 aprilie 2012 în Tribunalul Districtual din Oslo. El a recunoscut odioasa masacrare a tuturor celor 77 de persoane, dar susține că a fost vorba doar de auto-apărare. În cele din urmă, el a primit o pedeapsă maximă cu închisoarea de 21 de ani.
- 21 aprilie: Aproximativ 117 persoane au fost rănite, cel puțin 16 dintre ele grav, după ce două trenuri de pasageri s-au ciocnit frontal între gările Amsterdam Centraal și Amsterdam Sloterdijk.
- 27 aprilie
  - Patru explozii coordonate au zguduit orașul Dnepropetrovsk, în estul Ucrainei, rănind cel puțin 27 de persoane.
  - Guvernul României a fost răsturnat într-un vot de cenzură, la doar două luni după preluarea mandatului. Opoziția s-a sesizat în privința furiei publice față de măsurile de austeritate pentru a-l elimina pe prim-ministrul Mihai Răzvan Ungureanu. Președintele român Traian Băsescu l-a desemnat pe liderul opoziției de stânga, Victor Ponta, ca noul prim-ministru.